# Prothema laosense
Prothema laosense es una especie de escarabajo longicornio del género Prothema, tribu Prothemini, subfamilia Cerambycinae. Fue descrita científicamente por Gressitt & Rondon en 1970.

## Descripción
Mide 17,5-21,5 milímetros de longitud.

## Distribución
Se distribuye por Laos.